# Larnas
Larnas är en kommun i departementet Ardèche i regionen Auvergne-Rhône-Alpes i sydöstra Frankrike. Kommunen ligger  i kantonen Bourg-Saint-Andéol som ligger i arrondissementet Privas. År 2022 hade Larnas 272 invånare.

## Befolkningsutveckling
Antalet invånare i kommunen Larnas
Referens: INSEE